# طريق تشيكاسو تورنبايك
طريق تشيكاسو تورنبايك، ويسمى أيضا طريق الولاية السريع 301 (ش-301)، هو مأصر قصير في المناطق الريفية للمنطقة الجنوبية الوسطى من ولاية أوكلاهوما في الولايات المتحدة. هو طريق ذو مسلكين، يمتد لمسافة 13.3 ميلا (21.4 كم) من شمال سولفور إلى جنوب آدا مباشرة. تمتلك وتحافظ وتجمع سلطة أوكلاهوما تورنبايك (أوتا) الرسوم على الطريق. افتتح القسم الأول من طريق تشيكاسو تورنبايك في 1 سبتمبر 1991.
توصلت تشيكاسو الى حل وسط بين المشرعين في المناطق الحضرية والريفية. في الأصل، كان جزءا من خطة إلغى الآن لربط جنوب وشرق أوكلاهوما بطريق أطول. كان القصد منه أيضا ربط آدا بين الولايات. نقل جزء بطول أربعة أميال (6.4 كم) من الطريق إلى وزارة النقل في أوكلاهوما (أودوت)، مما جعله طريقا مجانيا، عام 2011.

## وصف الطريق
يأخذ طريق تشيكاسو طريقا من الجنوب الغربي إلى الشمال الشرقي، ويمر عبر مقاطعتين فقط، موراي وبونتوتوك. يبدأ الطريق في مقاطعة موراي في الطريق السريع للولايات المتحدة (الولايات المتحدة-177) شمال سولفور؛ غرب هذا التقاطع، يبدأ الطريق ش-7 سبور. يستمر الطريق في الشمال الشرقي إلى مقاطعة بونتوتوك. إلى الشمال مباشرة من خط المقاطعة يوجد حاجز حصيلة بلازا، وهي الساحة الوحيدة على طول الطريق. وراء كشك الرسوم يكمن تبادل يخدم مدينة روف. هذا التبادل الجزئي، يوفر الوصول إلى روف للمسافرين المتجهين شرقا والوصول إلى الممرات المتجهة غربا من روف. ثم ينتهي طريق تشيكاسو تورنبايك عند ش-1.
يحتوي طريق تشيكاسو تورنبايك على مسارين فقط لغالبية طوله؛ ومع ذلك، هناك ممر مرور قصير متجه شرقا. طريق تشيكاسو هو الوحيد ذو المسارين طريق في أوكلاهوما. استخدم الطريق الخفيف، ويستخدمه حوالي 2000 مركبة يوميا.

## تاريخيًا

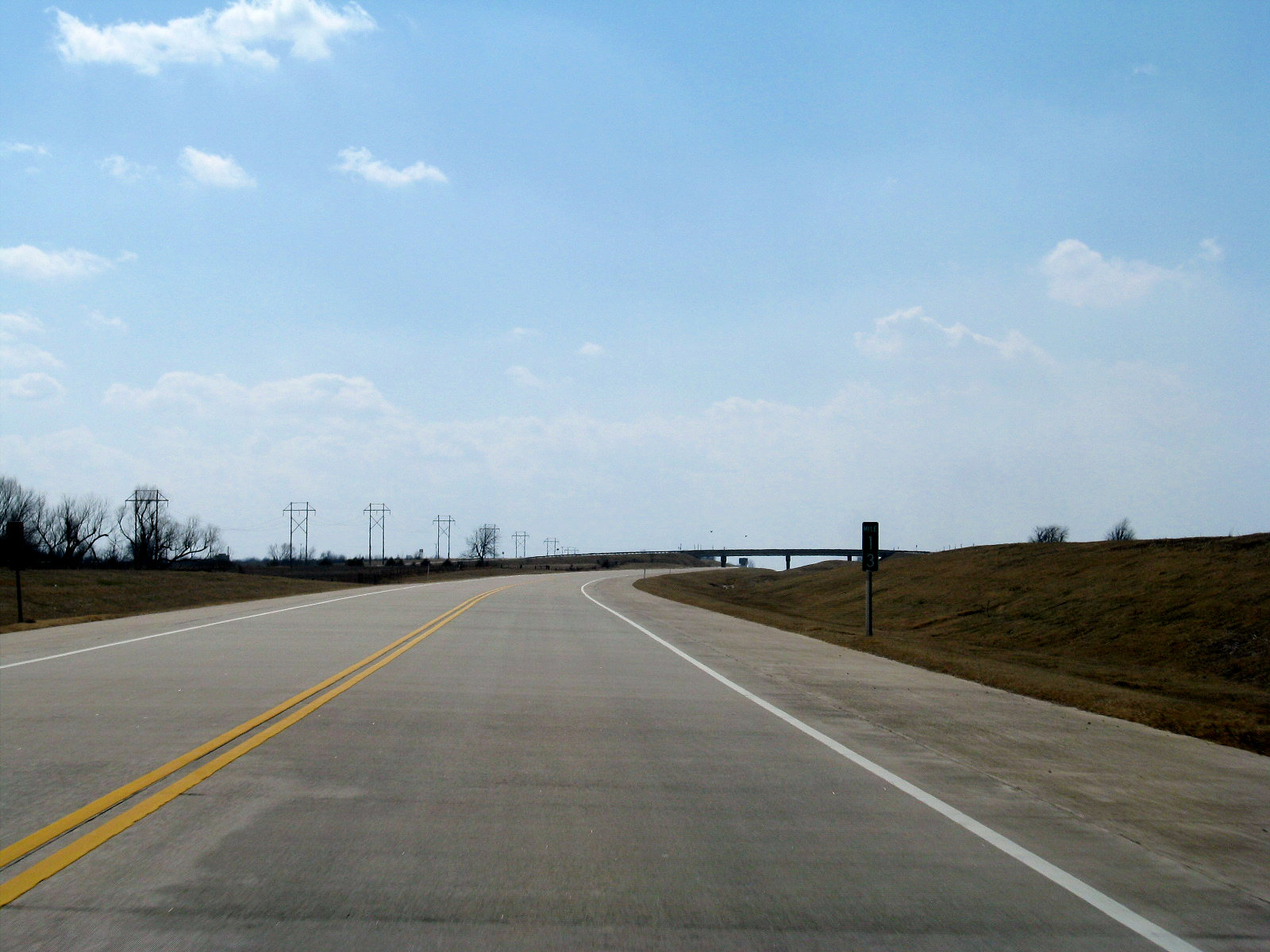
طريق تشيكاسو تورنبايك المتجه غربا عند الميل 13

صور طريق تشيكاسو تورنبايك في الأصل على أنه ممر يمتد من الطريق السريع (أنا-35) قريب ديفيس إلى آي-40 قريب هنريتا اقترحه السياسيون في جنوب أوكلاهوما، كان يهدف الى تعزيز التنمية الاقتصادية من خلال ربط آدا بنظام الطرق السريعة بين الولايات. اقترح في نفس الوقت مع ثلاثة دوامات أخرى، والتي ستصبح كيلباتريك تورنبايك في أوكلاهوما سيتي، الكريك تورنبايك في تولسا، والشيروكي تورنبايك، التي تجاوزت قسما جبليا من الولايات المتحدة-412 في شرق أوكلاهوما. اعترض المشرعون الريفيون على كيلباتريك وخور تورنبايك، وتحركوا لمنعهم ما لم يتم بناء طريق تشيكاسو تورنبايك. رضخ المشرعون الحضريون وسمحوا ببناء طريق تشيكاسو كجزء من حلٍ وسط، مع التشريع يتطلب بناء طريق تشيكاسو بدأ العمل على الدرابزين الآخرين. صرح بالطريق في عام 1987.
عارض محافظ هنري بيلمون طريق تشيكاسو تورنبايك، بحجة أنه سيكون خاسرا للمال. قام بيلمون ببناء الحاجز الدوار بممرين فقط وقصره إلى نهايته الحالية. ديوي ف. بارتليت، الابن.، عضو مجلس إدارة أوتا (ورئيس بلدية المستقبل تولسا)، نقل عنه لاحقا قوله "أعتقد أنه ينتن. لم نرغب أبدا في بنائه. لم يكن أي شيء اعتقدنا أنه مناسب. ولكن من أجل بناء البوابات الدوارة الثلاثة التي كانت ضرورية، فهذه هي الطريقة الوحيدة التي سيبنونها ".
تمت الموافقة على سندات القسم الأول في عام 1989. سمحت السندات على وجه التحديد بنقل طريق إلى وزارة النقل أوكلاهوما واصبح طريقا مجانيا، وهو الطريق الوحيد في أوكلاهوما المؤهل لهذا النوع من النقل. في ذلك الوقت، ومع ذلك، قال مدير أودوت بوبي جرين إن وكالته لم تستطع شراء طريق بسبب نقص الأموال. كلف بناء طريق تشيكاسو ما يقرب من 44 مليون دولار (أي ما يعادل 64.3 مليون دولار في عام 2021). افتتح القسم الأول في 1 سبتمبر 1991. في الأصل، بدأ طريق في SH-7 غرب سولفور، متجها شمال شرق إلى تقاطع US-177، ثم استمر شمال شرق على محاذاته الحالية.
كجزء من حزمة طريق عام 1994، الحاكم ديفيد والترز اقترح توسيع طريق تشيكاسو تورنبايك إلى أربعة ممرات وتوسيعه إلى هنريتا. قطعت تحسينات الشيروكي في النهاية من الحزمة، والتي ماتت في النهاية عندما صوتت لجنة تشرف على بيع السندات من قبل وكالات الدولة ضدها.
صوتت أوتا في 11 نوفمبر 2002 لفتح مناقشات حول نقل طريق تشيكاسو إلى أودوت. سيشمل التحويل أيضا دفعة لمرة واحدة قدرها 14مليون دولارا (اي ما يعادل 20.5 مليون دولارفي عام 2021) للصيانة. وقد تدهورت طريق منذ بنائه الأصلي; مدير أودوت غاري ريدلي قال إن مشاكل الرصيف المتكررة تطلبت إصلاحات مستمرة. وذكر أيضا أن هناك قضايا أخرى، مثل مشاكل حق الطريق، يمكن أن تعرض للخطر قدرة أودوت على السحب من الصندوق الاستئماني الفيدرالي للطرق السريعة. عارض داني هيليارد، رئيس مجلس النواب المؤقت المعين، النقل على أساس سوء حالة الطريق، فضلا عن الاعتراض على التقاطعات الجزئية. ووصف المشرع طريق تشيكاسو تورنبايك بأنه " طائر القطرس "وقال" أخبرتهم أنه ما لم تجلب سلطة تورنبايك هذا تورنبايك إلى مواصفات أودوت، وأكملت التقاطعات في روف والولايات المتحدة -177 نورث في سولفور، نحن لسنا مهتمين بإلقاء هذا الشيء على دافعي الضرائب."
لمعالجة هذه المخاوف، بدأت أوتا بمبلغ 12.8 مليون دولار (ما يعادل 16.8 مليون دولار في عام 2021 في 9 فبراير 2006) مشروع إعادة تأهيل الرصيف في 9 فبراير 2006. تطلبت قيود البناء إغلاق الباب الدوار بالكامل في مارس، والذي تسبب مشاكل المرور في سولفور. أعيد فتح الباب الدوار في 29 سبتمبر 2006. صوتت لجنة النقل في أوكلاهوما، التي تشرف على أودوت، في 6 أغسطس 2007، لبدء دراسات الجدوى وتحليل التكلفة والعائد نحو قبول أربعة ميل (6.4 كـم) من طريق بين ش-7 والولايات المتحدة-177. في 1 أغسطس 2011، صوتت لجنة النقل لنقل قسم من طريق غرب الولايات المتحدة-177  إلى أودوت، تعيينه ش-7 سبور. وأشارت اللجنة إلى أن أوتا قد رفعت سبير ش-7 الجديد لتلبية معايير أودوت، وأن توسيع تبادل الولايات المتحدة-177 للوصول الكامل كان من مسؤولية أودوت. كانت هذه هي المرة الأولى التي يتم فيها نقل طريق من أوتا إلى أودوت. واعتبر نقل طريق وسيلة غير مكلفة لحل مشكلة حركة مرور الشاحنات المفرطة في سولفور.
طريق تشيكاسو طريق لم يحمل في الأصل أي تسمية مرقمة. في 2 أغسطس 2021، وافقت لجنة النقل في أوكلاهوما بالإجماع على اقتراح لتطبيق تسمية ش-301 على طريق. مدير أودوت تيم غاتز ‏ صرح في اجتماع لجنة النقل أن إضافة الترقيم كانت في المقام الأول للمساعدة في الملاحة باستخدام تطبيقات الخرائط الرقمية والتوجيه.

## الرسوم

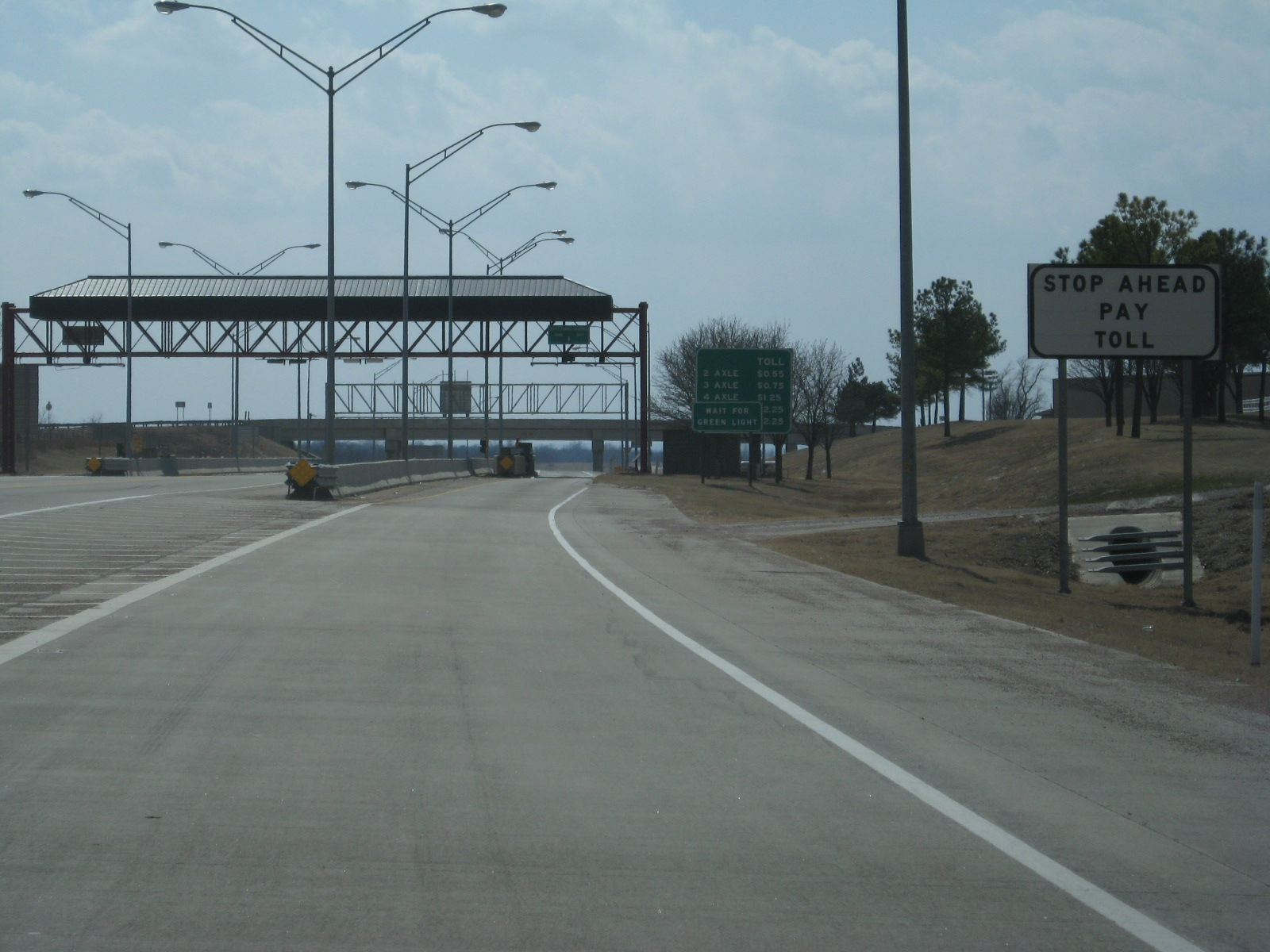
ذا بير تول بلازا

اعتبارا من أغسطس 2022، يدفع ركاب المركبات ذات المحورين (مثل السيارات والدراجات النارية) رسوما قدرها 1.50 دولارا باستخدام بلات باي أو 65 ¢ إذا استخدم بايكباس. يدفع السائقون في المركبات التي تحتوي على أكثر من محورين، مثل سائقي الشاحنات، رسوما أعلى. بحيث جمعت الرسوم في ساحة حصيلة الحاجز الفردي بين تقاطعات US-177 وRoff. نظرا للتقاطعات الجزئية، لا يمكن استخدام الباب الدوار بشكل قانوني دون المرور عبر ساحة الرسوم هذه.
لقد أصبح طريق تشيكاسو تورنبايك آليًا بالكامل منذ وقت قصير بعد افتتاحه. كما توقع الحاكم بيلمون، فقد كان خاسرا ثابتا للمال منذ الافتتاح. مولت التحسينات إلى حد كبير من خلال عائدات أكثر ربحية تيرنر و ويل روجرز.
اعتبارا من 16 أغسطس 2022، أصبح طريق تشيكاسو تورنبايك الآن غير نقدي بالكامل مع بايكباس أو بلات باي كخيار لدفع الرسوم.

## قائمة الخروج
| المقاطعة                              | ميل  | كم   | الأماكن                                                              | ملحوظات                                |  |
| ------------------------------------- | ---- | ---- | -------------------------------------------------------------------- | -------------------------------------- |  |
| مقاطعة موراي (أوكلاهوما)              | 0.0  | 0.0  | · طريق ولاية أوكلاهوما السريع 7 غرب                                  | استمرار الطريق                         |  |
| مقاطعة موراي (أوكلاهوما)              | 0.0  | 0.0  | طريق الولايات المتحدة 177 – سولفور                                   | المحطة الغربية الحالية؛ المحطة الشرقية |  |
| مقاطعة موراي (أوكلاهوما)              | 2.8  | 4.5  | تول بلازا                                                            | تول بلازا                              |  |
| مقاطعة بانتوتوك (أوكلاهوما)           | 8.2  | 13.2 | طريق دولبرج – روف (أوكلاهوما)                                        | المخرج المتجه شرقا والمدخل المتجه غربا |  |
| مقاطعة بانتوتوك (أوكلاهوما)           | 13.3 | 21.4 | طريق ولاية أوكلاهوما السريع 1– أدا (أوكلاهوما)، ميل كريك (أوكلاهوما) | المحطة الشرقية                         |  |
| 1.000ميل = 1.609كم 1.000كم = 0.621ميل |      |      |                                                                      |                                        |  |